# Возродительный процесс

Турки в Болгарии протестуют против ассимиляционной политики болгарских властей

Возродительный процесс (болг. Възродителен процес, тур. Yeniden Canlanma Süreci) — проводившаяся в Болгарии политика ассимиляции турок и других мусульманских меньшинств. Именно под таким названием известен в обществе процесс систематических репрессий против национальных меньшинств НРБ. Данная кампания началась в начале 1970-х годов и продолжалась до конца 1980-х. Инструментами политики являлись насильственная замена арабо-турецких имён болгарскими, ограничение использования родного языка представителями этих групп, насильственное ограничение их традиционных обычаев и обрядов и исповедания их религии. После 1989 года данная политика была признана провальной, после чего было принято решении о массовом выселении турок из Болгарии, кампания которой получила название «Большая экскурсия».
Понятие «Возродительный процесс» было введено в обиход руководством Болгарской коммунистической партии и исходило из официальной доктрины, что все болгарские турки были насильственно обращёнными в мусульманство ещё во время Османской империи болгарами, поэтому необходимо «прояснение» и «возрождение» у них болгарского национального самосознания. В историческом плане термин «Возродительный процесс» является неточным, тем не менее он чётко фиксирует определенный период с декабря 1984 года по январь 1985 года и события, что делает оправданным его использование в научных публикациях. В то же время многие эксперты считают, что проводимая руководством БКП политика ассимиляции мусульманских меньшинств имела экономические, политические и социальные причины. Объясняется это тем, что в 70-х годах усугубились неблагоприятные факторы, отразившиеся на политике властей по отношению к болгарским туркам. Среди внутренних факторов, несомненно, важнейшую роль сыграл демографический: в 1975 году турецкое население составило 772 000 (8,8% от общего числа), а его естественный прирост почти в четыре раза превышал этот показатель у болгар. К тому же усиливался процесс «отуречивания» (то есть приобщения к турецкой культуре, обычаям и обрядам) среди болгар-мусульман (принявших ислам в период османского ига), а также цыган-мусульман. Также, согласно официальным данным, в этот период было раскрыто более 20 нелегальных групп, руководимых турецкой разведкой, которые вели агитацию за автономию и переселение в Турцию.

## Предпосылки

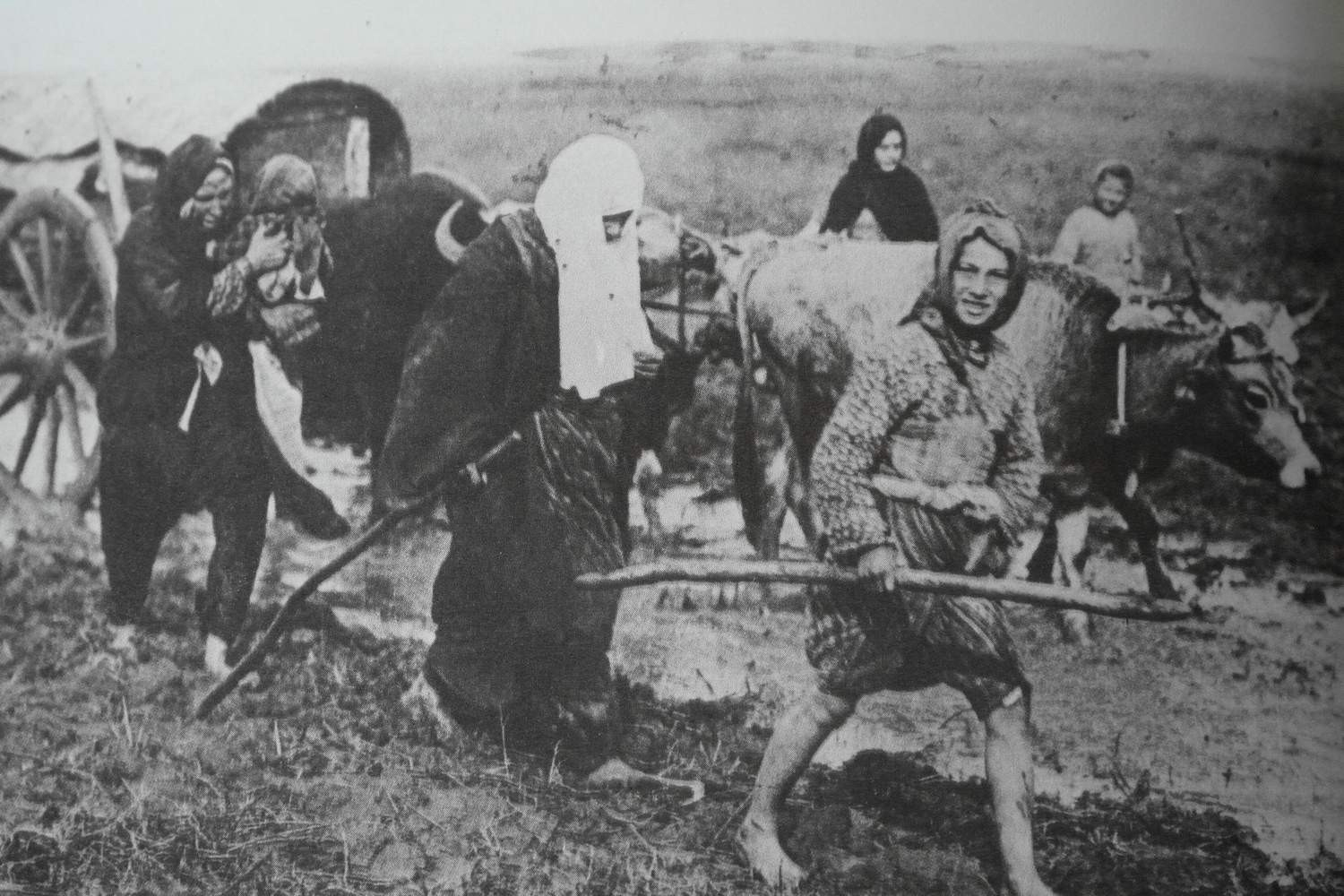
Миграция турок из Болгарии, 1912 год

Проживающие в Болгарии турки являются крупнейшим мусульманским и национальным меньшинством в этой стране. На конец 1945 года их численность составляла около 2-х миллионов, не считая остальные мусульманские народы данной страны (например, помаков) (по последней переписи 2011 года они составляли 8,5 % населения страны или 588 тыс. человек). Их история начинается с конца XV века с нашествием осман на территорию Болгарии. При этом задолго до их появления уже проживали различные тюркские племена, среди которых были печенеги, половцы, гунны и собственно сами булгары, последние из которых участвовали в формировании современных тюркских народов в лице татар, чувашей, балкарцев, карачаевцев, кумыков, гагаузов; а заодно передали имя современному государству Болгария. Современные болгарские турки являются потомками турецких переселенцев (юрюки), а также ассимилированных болгар и представителей кочевых тюркских племён за время своего османского правления.
Долгое время занимая привилегированное положение в обществе османской Болгарии, турки вынуждены были смириться с утратой поддержки со стороны политической власти после независимости Болгарии в 1878 году и постепенным проведением политики болгаризации в стране. Только небольшая часть имела возможность эмигрировать в Турцию. 
При этом важно отметить, что политика ассимиляции турецкого и мусульманского населения не была особенностью лишь Болгарии. До неё подобное проводилось и в других странах Балканского полуострова, в частности в Югославии, Турции и Греции, которые давно проводили последовательную и жесткую политику в отношении иностранных этносов, оставшихся на их территориях после распада Османской империи, депортируя, обменивая, изгоняя, а иногда и прибегая к насилию. Среди жертв подобной политики были турки в Западной Фракии, греки в Малой Азии и Восточной Фракии, армяне в Турции, албанцы и румыны в Греции, а также болгары, проживавшие в Поморавье, Вардарской Македонии и Восточной Фракии. Неоднократно в странах Балканского полуострова обсуждались проблемы, связанные с межнациональными рознями.
Правительство Болгарии до 1944 года хотя и имело желание проводить аналогичную политику, однако ему было больше интересно положение соотечественников в Поморавье и Македонии, нежели единство внутри. Причины тому объективны. На Балканах болгары являлись крупнейшим славянским меньшинством, а Болгарское государство в значительно меньшей степени включало в себя чужие национальные земли. Несмотря на это, среди народа Болгарии было распространено мнение, что проживающие в Болгарии турки становятся инструментом в руках новых властей Анкары под руководством Ататюрка. 9 июня 1923 года в результате военного переворота под предводительством Александра Цанкова был свергнут премьер-министр Болгарии Александр Стамболийский, при котором проводилась либеральная политика по отношению к туркам и другим мусульманским народам Болгарии, после чего число турецких и мусульманских депутатов с 10 уменьшилось до 5, а затем и до 4. А права самих национальных меньшинств были ущемлены. Примерами такой политики могут служить уничтожение турецкого кладбища в Разграде в апреле 1933 года и погромы в селе Кесарево 1932 года. 
После 1944 года, с установлением социалистического режима, в стране проводилась непоследовательная политика по отношению к македонским болгарам, каракачанам, цыганам-христианам, но прежде всего по отношению к болгарским мусульманам. Политика варьировалась от жестоких репрессий, насильственной ассимиляции и параноидальной подозрительности до толерантности: предоставление привилегий, интенсивное создание тюркоязычной интеллигенции и управленческих кадров, специальные квоты в школах и партийно-государственном аппарате, выпуск массовых периодических изданий на турецком языке (таких как «Yeni Hayat» и «Yeni Işık
»), новости на турецком языке на государственном телевидении, театральные постановки на турецком языке. Всё это сопровождалось обязательным возвратом турецко-арабских имен и сегрегационной одежды (например, сменившим их до 1947 года цыганам и болгарам-мусульманам), выделением ощутимой части государственного бюджета на благоустройство, развитие и индустриализацию, инвестиции в т. н. «смешанные районы», высокие детские пособия и другие социальные льготы для многодетных мусульманских семей. Тем не менее, из-за политики коллективизации, а также гонения на ислам, несколько семей земледельцев турецкого и иного происхождения эмигрировало в Турцию, заселившись в таких городах, как Бурса, Стамбул, Эскишеир, Анкара, Коджаэли и Маниса. По утверждению ряда источников, болгарские власти одобряли такое действие, поскольку считали, что это позволит «экспортировать» в Турцию идеи мировой революции и социализма. При этом из страны не были эмигрированы помаки, поскольку болгарские власти рассматривали их как часть болгарского народа и опасалось их отуречивания. В конце 50-ых годов граница между Турцией и Болгарией была закрыта. Одна из причин заключалась в том, что на территорию Турции, помимо самих турок, проникали также и исповедующие ислам цыгане, а согласно тогдашней турецкой конституции, в страну могли иммигрировать только лица турецкого происхождения. К тому же турецкие власти подозревали некоторых эмигрантов в том, что среди них могли быть завербованные работники болгарских спецслужб.
На некоторое время гонения на турок не осуществлялись, поскольку их представляли как «равноправных участников строительства социалистического государства». Коммунистическое правительство предпринимало усилия по повышению уровня жизни турок. Поскольку турки активно работали в сельском хозяйстве, вскоре они стали важной частью болгарской экономики. Молодое поколение хорошо говорило на болгарском языке, но в то же время не отказывалось от использования своего родного языка хотя бы дома. В то же время, в правительстве рассматривались вопросы интеграции турецкого национального меньшинства вместе с другими народами Болгарии в единую болгарскую коммунистическую нацию.
Все это привело к различным многоаспектным последствиям. Экономический аспект проявляется в стремлении государства к проведению коллективизации сельского хозяйства и ускоренной индустриализации национальной экономики. Политические последствия связаны, во-первых, с противодействием экспансионистской политике Турции в западном направлении и пресечением деятельности её спецслужб, внедрявшихся в Болгарию; во-вторых, с подготовкой управленческих кадров, способных действовать в условиях возможной социалистической или иной формы революционных преобразований в Турции, что соответствовало интересам Москвы. Дополнительно ставилась задача ограничения влияния иностранной пропаганды, исходившей из-за «железного занавеса», и активного распространения социалистической идеологии. Социальные последствия заключались в сохранении сегрегационных практик в отношении национальных меньшинств, что приводило к воспроизводству порочного цикла: низкий уровень образования — низкая заработная плата — социальная изоляция — пренебрежение образованием.
Предпосылки политики ассимиляции болгарских национальных меньшинств начались с приходом к власти Тодора Живкова. Тогда цыган и помаков вынуждали сменить мусульманские имена и фамилии на болгарские православные. Некоторые подчинились правительственному указу, другие вышли на улицы, протестуя против принудительной смены имени. В результате столкновений с силами безопасности несколько помаков были убиты, а десятки получили огнестрельные ранения, также некоторые из них были отправлены в трудовой лагерь Белене. Впрочем, подобное касалось и турок. Так, известный болгарский поэт турецкого происхождения Реджеп Кюпчю подвергался в последние годы своей жизни репрессиям со стороны болгарского руководства за отказ добавить к своей фамилии окончание «-ев».

## Политика
Весной 1984 года Тодор Живков решает провести кампанию по переименованию. В своей резиденции он собирает совещание Политбюро, на котором участвуют ведущие партийные деятели, секретари ЦК и руководители региональных комитетов. На заседании 1984 года Живков одобрил два варианта решений Политбюро: открытый — для широкой публики, и закрытый — для верхушки. В открытом варианте «болгарских турок» признавали особой группой, для которой предусматривались меры по экономическому развитию, образованию и воспитанию. Решение официально утвердили 8 мая 1984 года и разослали для исполнения на местах. 
Сам процесс включал в себя ограничение основных личных прав человека, таких как право на самоопределение и свобода вероисповедания. Термин «Процесс Возрождения» был придуман партийным руководством БКП и впервые использован на заседании Политбюро ЦК БКП 18 января 1985 года как общее название этой ассимиляционной политики. Укореняется в официальной доктрине, что все болгарские турки были насильственно исламизированы во времена Османской империи и «в их жилах течёт болгарская кровь».
Кампания, в ходе которой мусульманские имена всех турок, являющихся гражданами Болгарии, были заменены на болгарские имена силой государства, проводилась в конце 1984 и в начале 1985 года. Противники подвергались различному давлению, такому как тюремное заключение, депортация и отправка в концлагерь Белене на острове на Дунае.
Конкретные меры, помимо принудительного изменения имен, также включают запреты и ограничения, затрагивающие основные права, в частности использование турецкого языка, практику ислама и посещение мечетей, традиционные мусульманские похоронные обряды, обрезание мальчиков-мусульман, ношение женщинами традиционной одежды, особенно шальвар.
Многие эксперты по национальным вопросам, а также болгарские коммунисты объясняли политику «Возродительного процесса» просьбой турок об автономии, возможной опасностью повторения кипрского сценария в НРБ, растущей турецкой пропагандой, ростом исламского фундаментализма, а также снижением рождаемости среди болгар при высоком приросте численности турок и цыган.
По словам Ибрагима Карахасана-Чинара, идеологами «Процесса возрождения» были Тодор Живков, Милко Балев, Георги Атанасов, Пенчо Кубадински, Стоян Михайлов, Александр Лилов, Димитр Стоянов, Пётр Младенов и Георгий Танев.
За период 80-х годов в НРБ были насильственно изменены имена 850 000 мусульман. Около 40 000 человек вышли на улицы в знак протеста. Некоторые из них были избиты и ранены. Около 1000 человек были приговорены к тюремному заключению в лагере Белене. 29 человек погибли.
С самого начала насильственное переименование вызвало сопротивление турецкого населения, местами переросшее в открытые публичные выступления и беспорядки. 25 и 26 декабря 1984 года в сёлах Бенковский, Каялоба, Горски-Извор, Могилане, Пресека и Добромирцы прошли демонстрации, в результате которых погибли люди. Во многих других местах Восточных Родоп проходили акции протеста, для подавления которых был создан специальный кризисный штаб. В подавлении были задействованы Болгарская народная армия и силы Министерства внутренних дел. В период с 17 по 19 января 1985 года произошли беспорядки в Ябланово у города Котел, подавленные вмешательством танковых войск 3-й армии. Михаил Иванов указывает в общей сложности от 13 000 до 15 000 протестующих в дюжине сёл. Погибло 8 человек (в том числе младенец), сотни были избиты и задержаны, а 517 человек отправлены в концлагерь Белене.

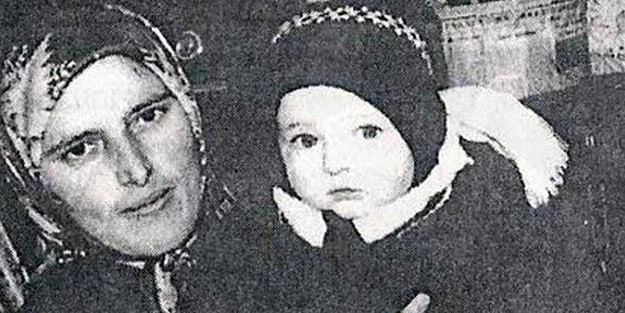
Фотография матери с 18-месячной девочкой Тюркан Фейзуллой незадолго до убийства 26 декабря 1984, ставшего одним из символов политики Возродительного процесса

26 декабря 1984 года от рук силовиков погибла 18-месячная девочка турецкого происхождения Тюркан Фейзулла. Во время митинга в Млечино против болгаризации турецкого населения она получила пулю от одного из болгарских милиционеров и скончалась от потери крови на руках у своей матери. Виновник так и не предстал перед судом. Однако это утверждение многими оспаривается. Так, бывший офицер госбезопасности Бончо Асенов заявил, что никакого убийства не было. По его утверждению, Тюркан была не убита, а затоптана толпой во время протестов из-за того, что её мать случайно уронила её.
После 1985 года сопротивление приобрело организованные и криминальные формы. 9 марта 1985 года на станции Буново турецкие террористы взорвали бомбу в вагоне для матерей с детьми скоростного поезда София-Бургас, убив четырёх женщин и троих несовершеннолетних, тяжело ранив 9 человек (двое из которых были несовершеннолетними). Это убийство было использовано режимом как оправдание массовых репрессий против турецкого населения в последующие годы. В Варне в 1985 году была образована организация «Турецкое национально-освободительное движение в Болгарии» (предшественница Движения за права и свободы). Её целью было показать всему миру, что из себя представляла политика «Возродительного процесса», пропаганда и агитация среди национальных меньшинств в их местах проживания, а также организация акции протеста. Просуществовала всего один год, после чего была разогнана органами госбезопасности, около 200 участников были арестованы, а 18 из них осуждены и заключены в тюрьму. По многочисленным косвенным данным, активное участие в создании организации принимала сама госбезопасность.
В 1988 году была сформирована другая организация, выступавшая за защиту турецких и мусульманских национальных меньшинств, под названием Демократическая лига в защиту прав человека в Болгарии. В отличие от «Турецкого национально-освободительного движения в Болгарии» её организаторы подчеркивали, что будут добиваться этого легальными, мирными средствами, и убеждали турок не прибегать к насильственным действиям. К маю 1989 года в состав лиги входило до ста человека. В этом же году в городе Джебел была альтернативная организация «Общество в поддержку – Вена’ 89». О требованиях этих организаций гарантировать права нацменьшинств в Болгарии население узнавало главным образом из передач западных радиостанций

## Итоги
В ходе политики «Процесса Возрождения» имена от 800 до 850 тысяч мусульман были изменены против их воли. Всего на акции протеста вышло согласно воспоминаниям более 40 тыс. человек (от 13 тыс. до 15 тысяч в период с 24 декабря 1984 по 19 января 1985 года и около 30 тыс. в период с 19 по 27 мая 1989 года). Согласно некоторым источникам, более 1000 человек были отправлены в тюрьмы и/или лагерь Белене, десятки ранены, 29 человек убиты (из них 8 жертв терактов и трех террористов), 8 протестующих (в том числе младенец) в период 24 декабря по 19 января 1985 года, 7 человек (4 женщины и 3 ребёнка) при нападении на станцию Буново, трое были расстреляны как террористы в 1988 году, 9 протестующих и 1 военнослужащий погибли в период с 19 по 27 мая 1989 года.
На волне нестабильности в Восточном блоке в начале 1989 года турки и другие народы, исповедующие ислам, вышли на улицы Болгарии и организовывали протесты, в которых в конечном итоге приняли участие около 60 000 человек. Однако они были разогнаны болгарской милицией, участники митингов были арестованы, а оставшаяся часть была депортирована в Австрию и Югославию.
Печально известным примером результатов данной политики был скандал во время соревнований в Мельбурне в 1986 году. Тяжелоатлет Наим Сулейманоглу в знак протеста против политики «Процесса Возрождения», во время которой его вынудили сменить турецкие имя и фамилию на болгарские Наум Шаламанов, эмигрировал в Турцию, где продолжил свою карьеру.

## Большая экскурсия
В начале 1989 года Тодор Живков обратился к народу Болгарии на фоне недовольства и нестабильности в стране. В своем обращении он потребовал от турок следующее:

Если мы не выведем из этого населения 200–300 тысяч человек, через 15 лет Болгарии не будет. Она будет похожа на Кипр или что-то подобное.

На тот момент министрами иностранных дел Месутом Йылмазом и Петаром Младеновым был подписан договор о дружбе и партнерстве между Турцией и Болгарией.
Вскоре после этого 29 мая 1989 года граница с Турцией была открыта исключительно для турок и мусульман страны. Более 300 000 человек уехали из коммунистической Болгарии в Турцию в период с 30 мая по 22 августа 1989 года. Данный процесс получил название «Большая экскурсия».
Хотя правительство Болгарии считало миграцию из Болгарии в Турцию добровольной (тысячи выходцев из Восточного блока рисковали своей жизнью в поисках убежища за границей, особенно в конце 1980-х годов), многие из турок были вынуждены покинуть страну. К моменту открытия границы с Турцией службы госбезопасности уже установили и наметили лиц для выдворения.
В конце концов Турция закрыла границу с Болгарией, чтобы предотвратить дальнейшую иммиграцию болгарских турок, столкнувшихся с трудностями с обустройством в Турции. В течение первых трёх месяцев после прибытия в Турцию 40 000 эмигрантов вернулись в Болгарию. К концу 1990 года в Болгарию вернулись около 150 000 человек, а после 1991 года их численность составила до 200 тысяч, что, как утверждают некоторые, показывает, что их перемещение было добровольной миграцией, а не этнической чисткой. В то же время отмечалось, что причиной возвращения была неготовность руководства Турции принять на своей территории большую волну эмиграции.

## Реакция со стороны мировой общественности
Данное событие вызвало сильное охлаждение в двусторонних отношениях между Болгарией и Турцией; обе страны начали пропагандистскую войну, обвиняя друг друга в притеснениях национальных меньшинств. Народная Республика Болгария подверглась критике со стороны правозащитных организаций и многих стран и оказалась в международной изоляции. Среди правозащитных организаций, выступавших против проводимой политики, были и левые, которые называли такое действие «предательством идей коммунизма». Марксистская газета Workers Vanguard 7 июля 1989 года опубликовала статью с требованием прекратить ущемление прав болгарских турок и их выселения из Болгарии. В ней говорилось следующее:

Октябрьская революция в России под руководством партии большевиков во главе с Лениным и Троцким стала символом надежды и вдохновения для трудящихся всего мира. Большевики снискали доверие тюркоязычных народов Центральной Азии, демонстрируя на практике достоинства советской системы, основанной на уважении к культурному многообразию, в отличие от жестокого угнетения, существовавшего при царизме. Москва, руководимая Лениным, предоставляла убежище борцам против реакции, а после поражения восстания 1923 года Международная Красная Помощь организовала глобальную кампанию поддержки болгарских рабочих и крестьян, пострадавших от белого террора.
Однако сегодня, вместо продолжения этой революционной традиции, вы отправляете тысячи людей в руки реакционного режима Турции, к тем же палачам, что расправились с лидерами Коммунистической партии, с городом Фатса, с курдским народом. Подобные действия противоречат моральному авторитету, который был завоёван ленинскими большевиками и который был жизненно необходим для защиты молодого рабочего государства от нападок империализма. Долгие годы сталинских предательств уже ослабили эту защиту, поставив под угрозу судьбу Болгарии и других деформированных рабочих государств.

Выселение болгарских турок, также известное как «Большая экскурсия», в 1989 году было охарактеризовано как первый случай этнической чистки в Европе после депортации немцев, живущих к востоку от линии Одер-Нейсе (1944—1950), как было решено на Потсдамской конференции.
Эта вынужденная миграция (переселение) в 1989 году получила широкое освещение в мировой прессе и привела к экономическому и политическому хаосу в стране. В результате многие западные банки прекратили выдавать новые кредиты болгарскому правительству, находившемуся в тяжелом финансовом положении. Одновременно с этим отмечался и кризис в производстве. Из-за того, что большая часть турок работала в сфере сельского хозяйства и легкой промышленности, после изгнания их места занимали люди, прежде всего никогда не занимавшиеся в этой сфере. По свидетельствам многих, многие рабочие были вынуждены работать в несколько смен без дополнительной оплаты для поддержания производства (в частности, сбор табака и других сельскохозяйственных культур), чтобы сдержать фактор падения экономики, что, однако, не увенчалось успехом и лишь ускорило стагнацию болгарской экономики. Долговой кризис продолжался с 1987 по 1994 год.
В конце мая 1989 года в Париже должна была пройти Конференция по правам человека стран – членов СБСЕ, что стало стимулом для активизации правозащитных организаций. Именно они сыграли важную роль в начале так называемых майских событий 1989 года, которые выразились в акциях протеста: голодовках, митингах, демонстрациях. Эти события стали кульминацией борьбы турецкого населения Болгарии за демократию и права человека. По сути, это был крупнейший и наиболее осознанный политический протест в истории коммунистической Болгарии, в ходе которого болгары и турки проявили стремление к свободе и гражданскому достоинству. Однако демонстрации вылились в столкновения с внутренними войсками, в результате чего были убитые и раненые с обеих сторон.
Все эти события сыграли значительную роль в ослаблении позиций коммунистической власти в Болгарии. Массовые протесты, в которых турецкое население страны открыто выступало за демократию и права человека, показали, что режим теряет контроль над обществом и не способен подавить растущее стремление к свободе. Столкновения с внутренними войсками, приведшие к жертвам, стали очевидным свидетельством глубины кризиса политической системы. Эти выступления оказались частью более широкого процесса, охватившего весь регион: в то же время коммунистические режимы сталкивались с кризисом и в других странах Восточной Европы. Таким образом, протесты в Болгарии не только ускорили падение местного коммунистического строя, но и вписались в общую картину краха социалистической системы в регионе.

## Судебный процесс
5 марта 1990 года был ратифицирован закон, по которому туркам Болгарии разрешалось восстанавливать их турецкие фамилии. На тот момент было принято 600 тысяч соответствующих заявлений. 
В 1991 году новое болгарское правительство предъявило обвинения государственным деятелям и членам Политбюро ЦК БКП, ответственным за политику «Возродительного процесса». Среди участников процесса были Тодор Живков, Димитр Стоянов, Пётр Младенов, Георгий Атанасов и Пенчо Кубадинский. Первоначально они обвинялись по первому пункту статьи 162 — проповедь и разжигание расовой и религиозной вражды. Позднее, в 1993 году, обвинение было заменено новым, сформулированным как «служебное преступление».
В последующие годы дело было разделено на пять отдельных. В феврале 1995 года Военная коллегия Верховного суда при очередном возвращении дела на новое рассмотрение вынесла прямое указание допросить всех лиц, имеющих отношение к репрессиям в период 1984—1989 годов, что значительно затянуло и затруднило дальнейшие следственные действия. В конце 1997 года обвинительное заключение было предъявлено, но через несколько месяцев коллегия Верховного кассационного суда вернула дело на доследование с доводом о невыполнении этого указания.
В 1998 году дело было передано из Прокуратуры Вооружённых сил в прокуратуру Софийского военного округа в связи с изменением Уголовно-процессуального кодекса. В начале 2007 года прокуратура заявила, что дело может быть прекращено в связи с истечением срока давности. К тому времени многие обвиняемые уже умерли.
11 января 2012 года Народное собрание Болгарии официально признало «Большую экскурсию» этнической чисткой.
В 2024 году в разных городах прошли памятные церемонии, посвященные политике Возродительного процесса, в том числе в Момчилграде, где установлен мемориальный фонтан в честь погибшей 29 декабря 1984 года девочки Тюркан Фейзуллы. На церемонии приняли участие представители турецкой общины Болгарии и высокопоставленные лица из Турции, при этом на ней отсутствовали представители болгарского правительства. Как отмечают многие правозащитники, и по сей день никто не понёс наказания за проводимую политику.

## В искусстве

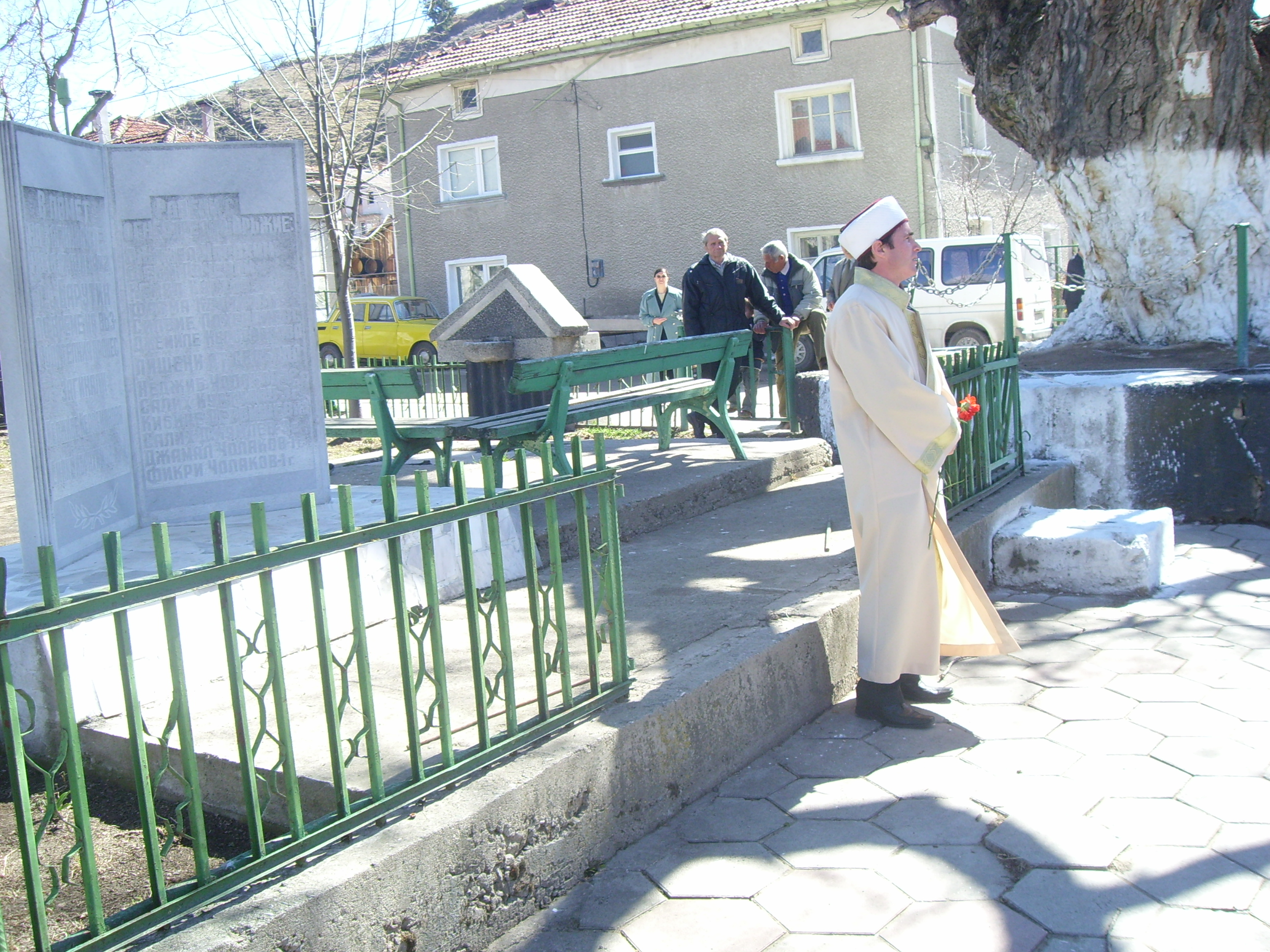
Имам села Барутин (община Доспат, Смолянская область) перед памятником погибшим в ходе Возрождения, 15.03.2007.

- В 2005 году болгарский режиссёр Радослав Спасов снял фильм «Украденные глаза» (болг. Откраднати очи) об отношениях между турчанкой и болгарином. Фильм стал первым, который был посвящён политике «Возродительного процесса». В том же году он получил приз «Серебряный Георгий» на XXVII Московском международном кинофестивале за лучшее исполнение женской роли.
- В 2019 году был снят биографический фильм «Турецкий Геркулес» (тур. Cep Herkülü), посвященный жизни болгарского, а затем турецкого тяжелоатлета Наима Сулейманоглу. Главную роль исполнил Хаят ван Эк.